# Julià Guillamon
Julià Guillamon, född 1962 i Barcelona, är en spansk (katalansk) författare och litteraturkritiker. 
Guillamon studerade katalansk filologi på Universitat de Barcelona (Barcelonas Universitet). Sen 1994 skriver han veckovis kritik och en kolumn i La Vanguardia. Som essäförfattare har han behandlat bilden av Barcelona i litteraturen mellan 70-talet och de Olympiska Spelen 1992. Han har varit kommissarie för ett flertal litteraturutställningar. Ett av dessa project, Literatures de l’exili (Litteraturen i exilen), har blivit utställt i Barcelona, Buenos Aires, Santiago de Chile, Mexico City och Santo Domingo. Han har blivit belönad med priserna Serra d’Or Essä Kritikerpriset Pris 2002 och Octavi Pellissa Pris 2006. 